# Tour de Utah 2013
La 9.ª edición del Tour de Utah, se disputó desde el 6 al 11 de agosto de 2013.
Contó con seis etapas comenzando en Brian Head y finalizando Park City tras 942,7 km de recorrido.
Al igual que en ediciones anteriores, la etapa reina fue la 5ª con final en la estación de esquí Snowbird (Alta) y la novedad es que en 2013 no hubo etapa contrarreloj.
Por tercera vez estuvo incluida en el calendario internacional americano, siendo la 23ª carrera del UCI America Tour 2012-2013.
El vencedor fue el estadounidense Tom Danielson, integrante del equipo Garmin Sharp. Fue seguido en el podio por su compatriota Chris Horner (RadioShack Leopard) y Janier Acevedo (Jamis-Hagens Berman).
En las clasificaciones secundarias se impusieron el neozelandés Michael Torckler (montaña), los australianos Michael Matthews y Lachlan Morton (puntos y jóvenes) y Radioshack Leopard (equipos).

## Equipo participantes
Tomaron parte de la carrera 16 equipos, siendo 5 de categoría UCI ProTeam, 3 Profesionales Continentales y 8 Continentales.
| Equipo                                  | Cód. UCI | Categoría               |
| --------------------------------------- | -------- | ----------------------- |
| BMC Racing Team                         | BMC      | UCI ProTeam             |
| Garmin Sharp                            | GRS      | UCI ProTeam             |
| RadioShack Leopard                      | RLT      | UCI ProTeam             |
| Cannondale Pro Cycling                  | CAN      | UCI ProTeam             |
| Orica GreenEDGE                         | OGE      | UCI ProTeam             |
| UnitedHealthcare Pro Cycling Team       | UHC      | Profesional Continental |
| MTN Qhubeka                             | MTN      | Profesional Continental |
| Champion System                         | CSS      | Profesional Continental |
| 5 Hour Energy                           | 5HR      | Continental             |
| Optum-Kelly Benefit Strategies          | OPM      | Continental             |
| Bissell Cycling                         | BPC      | Continental             |
| Bontrager Cycling Team                  | BLS      | Continental             |
| Funvic Brasilinvest-São José dos Campos | FUN      | Continental             |
| Jamis-Hagens Berman                     | JSH      | Continental             |
| Hincapie Sportswear Development Team    | HSD      | Continental             |
| Jelly Belly-Kenda                       | JBC      | Continental             |

## Etapas
| Etapa | Fecha        | Recorrido                                   | Km   | Ganador           | Líder             |
| 1ª    | 6 de agosto  | Brian Head-Cedar City                       | 180  | Greg Van Avermaet | Greg Van Avermaet |
| 2ª    | 7 de agosto  | Panguitch-Torrey                            | 210  | Michael Matthews  | Michael Matthews  |
| 3ª    | 8 de agosto  | Richfield-Payson                            | 191  | Lachlan Morton    | Lachlan Morton    |
| 4ª    | 9 de agosto  | Circuito en Salt Lake City                  | 54,7 | Michael Matthews  | Lachlan Morton    |
| 5ª    | 10 de agosto | Ogden (Snowbasin)-Estación de Esquí de Alta | 182  | Chris Horner      | Chris Horner      |
| 6ª    | 11 de agosto | Park City-Park City                         | 125  | Francisco Mancebo | Tom Danielson     |

## Clasificaciones

### Clasificación general
| Posición | Ciclista          | Equipo              | Tiempo           |
| -------- | ----------------- | ------------------- | ---------------- |
|          | Tom Danielson     | Garmin Sharp        | 23 h 05 min 45 s |
| 2º       | Chris Horner      | Radioshack Leopard  | a 1 min 29 s     |
| 3º       | Janier Acevedo    | Jamis-Hagens Berman | a 1 min 37 s     |
| 4º       | Lucas Euser       | UnitedHealthcare    | a 2 min 02 s     |
| 5º       | Matthew Busche    | RadioShack Leopard  | a 2 min 06 s     |
| 6º       | Philip Deignan    | UnitedHealthcare    | a 2 min 27 s     |
| 7º       | Michael Schär     | BMC                 | a 3 min 11 s     |
| 8º       | Carter Jones      | Bissell             | a 3 min 49 s     |
| 9º       | Francisco Mancebo | 5 Hour Energy       | a 3 min 50 s     |
| 10º      | Tiago Machado     | RadioShack Leopard  | a 3 min 50 s     |

| 11º | George Bennett  | RadioShack Leopard                      | a 3 min 56 s  |
| 12º | Chris Butler    | Champion System                         | a 4 min 53 s  |
| 13º | Benjamin Day    | UnitedHealthcare                        | a 6 min 38 s  |
| 14º | Lachlan Morton  | Garmin Sharp                            | a 6 min 40 s  |
| 15º | Gregory Brenes  | Champion System                         | a 7 min 37 s  |
| 16º | Gavin Mannion   | Bontrager                               | a 9 min 53 s  |
| 17º | Yannick Eijssen | BMC Racing                              | a 11 min 16 s |
| 18º | Alex Diniz      | Funvic Brasilinvest-São José dos Campos | a 11 min 59 s |
| 19º | Matt Cooke      | Jamis-Hagens Berman                     | a 14 min 48 s |
| 20º | Peter Stetina   | Garmin Sharp                            | a 16 min 01 s |

### Clasificación de la montaña
| Posición | Ciclista          | Equipo        | Puntos |
| -------- | ----------------- | ------------- | ------ |
|          | Michael Torckler  | Bissel        | 40     |
| 2        | Tom Danielson     | Garmin Sharp  | 33     |
| 2        | Francisco Mancebo | 5 Hour Energy | 20     |

### Clasificación por puntos
| Posición | Ciclista          | Equipo           | Puntos |
| -------- | ----------------- | ---------------- | ------ |
|          | Michael Matthews  | Orica GreenEDGE  | 53     |
| 2        | Greg Van Avermaet | BMC Racing       | 46     |
| 3        | Kiel Reijnen      | UnitedHealthcare | 30     |

### Clasificación de los jóvenes
| Posición | Ciclista       | Equipo       | Puntos           |
| -------- | -------------- | ------------ | ---------------- |
|          | Lachlan Morton | Garmin Sharp | 23 h 12 min 25 s |
| 2        | Gavin Mannion  | Bontrager    | a 3 min 13 s     |
| 3        | Tsgabu Grmay   | MTN Qhubeka  | a 15 min 32 s    |

### Clasificación por equipos
| Posición | Equipo              | Tiempo           |
| -------- | ------------------- | ---------------- |
|          | RadioShack Leopard  | 69 h 23 min 36 s |
| 2        | UnitedHealthcare    | a 4 min 50 s     |
| 3        | BMC Racing          | a 12 min 27 s    |
| 4        | Garmin Sharp        | a 16 min 34 s    |
| 5        | Jamis-Hagens Berman | a 25 min 47 s    |

## Evolución de las clasificaciones
| Etapa (Vencedor)             | Clasificación general | Clasificación por puntos | Clasificación de la montaña | Clasificación de los jóvenes | Clasificación por equipos      | Premio de la combatividad |
| ---------------------------- | --------------------- | ------------------------ | --------------------------- | ---------------------------- | ------------------------------ | ------------------------- |
| 1ª etapa (Greg Van Avermaet) | Greg Van Avermaet     | Greg Van Avermaet        | Michael Torckler            | Tyler Magner                 | Optum-Kelly Benefit Strategies | Christopher Jones         |
| 2ª etapa (Michael Matthews)  | Michael Matthews      | Michael Matthews         | Michael Torckler            | Tyler Magner                 | Hincapie Sportswear            | Martin Wesemann           |
| 3ª etapa (Lachlan Morton)    | Lachlan Morton        | Greg Van Avermaet        | Michael Torckler            | Lachlan Morton               | Garmin Sharp                   | James Stemper             |
| 4ª etapa (Michael Matthews)  | Lachlan Morton        | Greg Van Avermaet        | Michael Torckler            | Lachlan Morton               | Garmin Sharp                   | Craig Lewis               |
| 5ª etapa (Chris Horner)      | Chris Horner          | Greg Van Avermaet        | Michael Torckler            | Lachlan Morton               | RadioShack Leopard             | Yannick Eijssen           |
| 6ª etapa (Francisco Mancebo) | Tom Danielson         | Michael Matthews         | Michael Torckler            | Lachlan Morton               | RadioShack Leopard             | Francisco Mancebo         |
| Final                        | Tom Danielson         | Michael Matthews         | Michael Torckler            | Lachlan Morton               | RadioShack Leopard             | No se entregó             |

## UCI America Tour
La carrera al estar integrada al calendario internacional americano 2012-2013 otorgó puntos para dicho campeonato. El baremo de puntuación es el siguiente:
| Posición                    | 1º | 2º | 3º | 4º | 5º | 6º | 7º | 8º | 9º | 10º | 11º | 12º |
| Clasificación general final | 80 | 56 | 32 | 24 | 20 | 16 | 12 | 8  | 7  | 6   | 5   | 3   |
| Por etapa                   | 16 | 11 | 6  | 5  | 4  | 2  |    |    |    |     |     |     |
| Líder General por etapa     | 8  |    |    |    |    |    |    |    |    |     |     |     |

- Nota:Es importante destacar que los puntos que obtienen ciclistas de equipos UCI ProTeam no son tomados en cuenta en ésta clasificación, ya que el UCI America Tour es una clasificación cerrada a ciclistas de equipos Profesionales Continentales, Continentales y amateurs.

Los ciclistas que obtuvieron puntos fueron los siguientes:
| Ciclista           | Equipo                         | Puntos por la clasificación final | Puntos de etapa | Puntos de líder | Total |
| ------------------ | ------------------------------ | --------------------------------- | --------------- | --------------- | ----- |
| Janier Acevedo     | Jamis-Hagens Berman            | 32                                | 15              | -               | 47    |
| Lucas Euser        | UnitedHealthcare               | 24                                | 15              | -               | 39    |
| Francisco Mancebo  | 5 Hour Energy                  | 7                                 | 16              | -               | 23    |
| Philip Deignan     | UnitedHealthcare               | 16                                | -               | -               | 16    |
| Jasper Stuyven     | Bontrager                      | -                                 | 12              | -               | 12    |
| Kiel Reijnen       | UnitedHealthcare               | -                                 | 10              | -               | 10    |
| Carter Jones       | Bissell                        | 8                                 | -               | -               | 8     |
| Tyler Magner       | Hincapie Sportswear            | -                                 | 8               | -               | 8     |
| Alessandro Bazzana | UnitedHealthcare               | -                                 | 5               | -               | 5     |
| Eric Young         | Optum-Kelly Benefit Strategies | -                                 | 5               | -               | 5     |
| Jesse Anthony      | Optum-Kelly Benefit Strategies | -                                 | 4               | -               | 4     |
| Chris Butler       | Champion System                | 3                                 | -               | -               | 3     |
| Gregory Brenes     | Champion System                | -                                 | 2               | -               | 2     |
| Joseph Lewis       | Hincapie Sportswear            | -                                 | 2               | -               | 2     |